# Ludwik Krasiński (generał)
Ludwik Krasiński herbu Ślepowron – generał adiutant Buławy Wielkiej Koronnej w 1754 roku, generał major wojsk koronnych w 1755 roku, podstoli zawskrzyński w 1750 roku, marszałek ziemi zakroczymskiej w konfederacji radomskiej 1767 roku, poseł na sejmy.
Żonaty z Katarzyną Staniszewską, miał synów Tomasza i Józefa. 
Uczestnik konfederacji barskiej. Po śmierci żony wstąpił do zakonu, od 1783 roku kustosz opatowski.